# Петрушов
Петрушов (укр. Петрушів) — село в Нересницкой сельской общине Тячевского района Закарпатской области Украины.
Население по переписи 2001 года составляло 2687 человек. Почтовый индекс — 90545. Телефонный код — 3134. Код КОАТУУ — 2124487403.